# Xahria Santiago
Xahria Santiago (9 de octubre de 1999) es una deportista de Canadá que compite en atletismo. Ganó una medalla de bronce en el Campeonato Mundial de Atletismo Sub-20 de 2016, en la prueba de 400 m vallas.